# Šárka (Fibich)

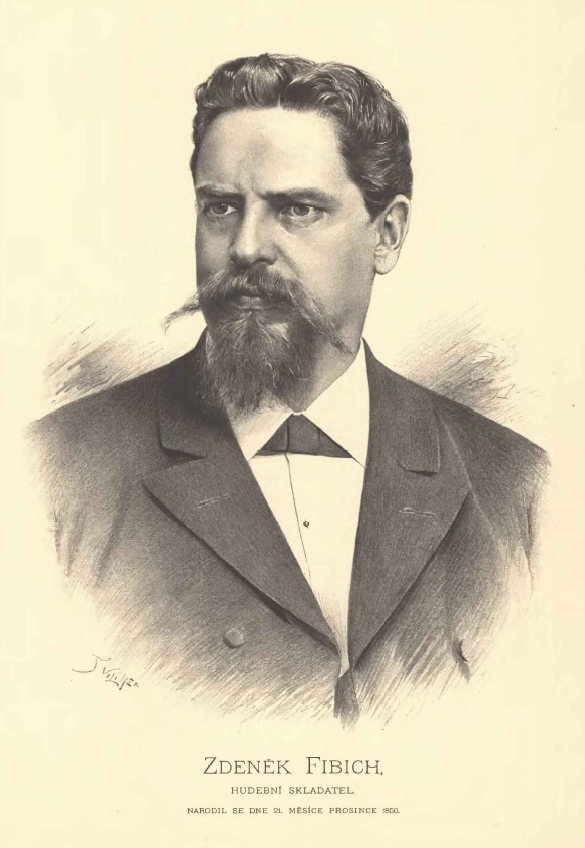
Zdeněk Fibich

Šárka är en tjeckisk opera i tre akter med musik av Zdeněk Fibich och libretto av Anežka Schulzová.

## Historia
Anežka Schulzová var elev till Fibich och senare hans älskarinna. Hon byggde sitt libretto på en gammal tjeckisk legend om det Böhmiska kvinnokriget, ett tema som även Bedřich Smetana använde i sitt orkesterstycke Má vlast, samt Leoš Janáček i operan Šárka (1887). Fibichs opera har fler roller (bland annat en större roll för Vlasta, kvinnokrigarnas ledare) och ett bättre skrivet libretto än Janáčeks. Operan hade premiär den 28 december 1897 på Nationalteatern i Prag.
Fibich var mycket skicklig på att tonsätta texter och experimenterade åtskilligt för att uppnå bästa effekt. Till skillnad från sina samtida tjeckiska tonsättarkollegor var Fibich mer internationellt orientera än nationellt. Detta berodde på hans uppväxt med en österrikiskt mor och en skolgång i Wien innan han lärde sig tjeckiska i Prag. Endast två av hans operor utspelas i Böhmen, flertalet av de andra bygger på texter av Schiller, Byron och Shakespeare. Fibich hade inte mycket till övers med att odla en speciell tjeckisk stil i sin musik baserad på folksånger och danser. När han citerade en tjeckisk folksång (i Šárka) var det ingen välkänd utan en nyligen upptäckt sång från 1400-talet. Därför blev hans operor aldrig del av den tjeckiska nationalism som präglade landet i slutet av 1800-talet.

## Personer
- Sárka (sopran)
- Vlasta (mezzosopran)
- Ctirad (tenor)
- Premysl (baryton)
- Vitoraz (bas)
- Libyna (sopran)
- Svatava (sopran)
- Mlada (sopran)
- Radka (mezzosopran)
- Castava (kontraalt)
- Hosta (kontraalt)